# Joseph Sürch
Joseph Sürch (* 1811 in Wien; † 25. Juli 1877 ebenda) war ein österreichischer Kupferstecher und Illustrator.
Er wurde in der k. k. Akademie der bildenden Künste in Wien zum Kupferstecher ausgebildet. Von ihm ist wenig bekannt; nur wenige Werke können ihm zugeordnet werden, darunter:
- 1840 „Der lästige Supplicant“
- 1840 „Pariser Gerichtsscene“
- 1844 „Bal masqué“

Von 1847 bis 1849 arbeitete er für die  Wiener Zeitschrift für Kunst, Literatur, Theater und Mode, die 1849 ihr Erscheinen einstellte. Ferner stach er einige Prämienblätter für den Wiener Kunstverein.
Zu seinen Produkten zählen auch Spielkarten.